# Lista szkół w Słubicach

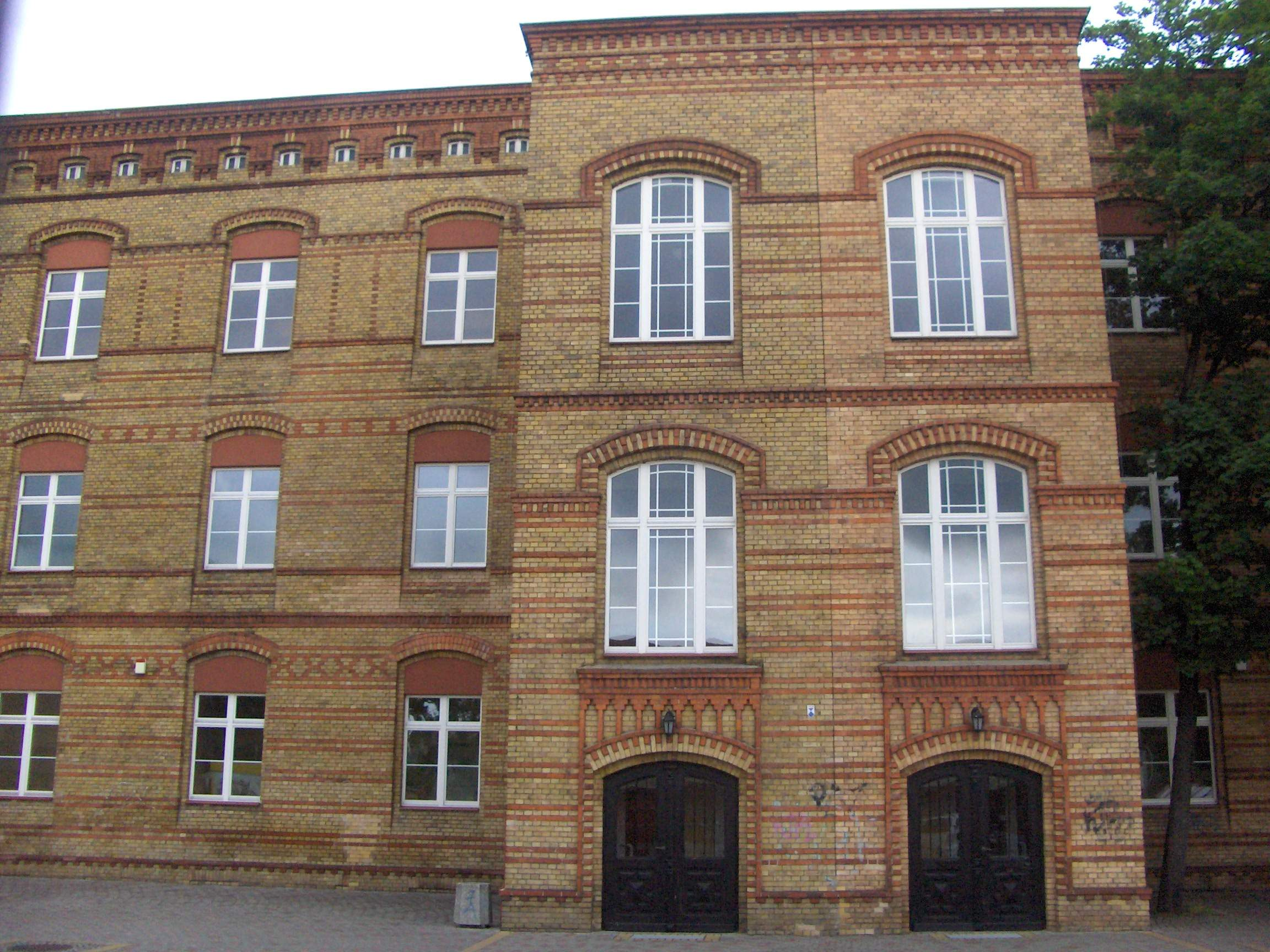
Zabytkowa część Szkoły Podstawowej nr 1 pochodząca z 1893 r., ul. Wojska Polskiego 1

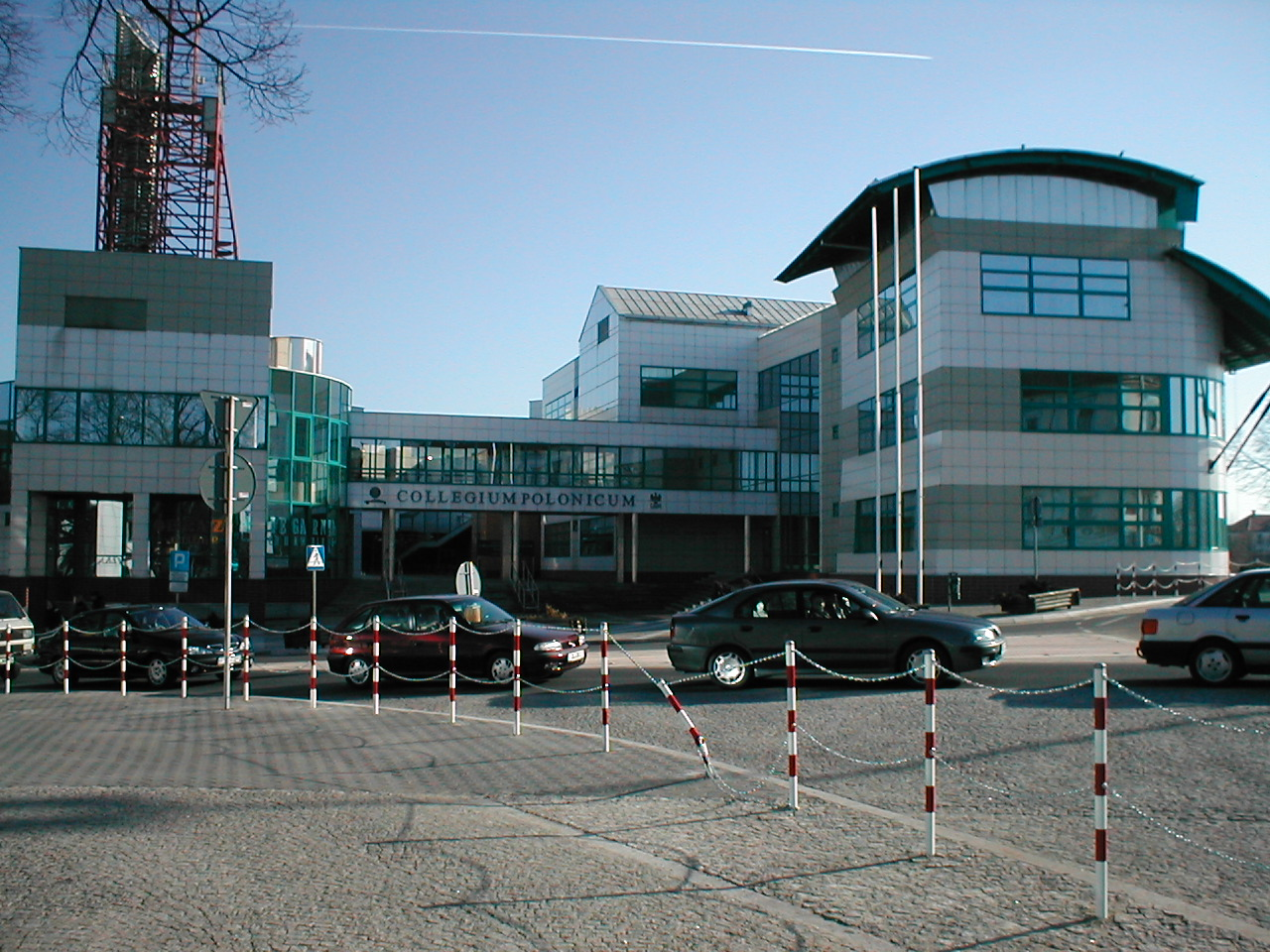
Collegium Polonicum w Słubicach

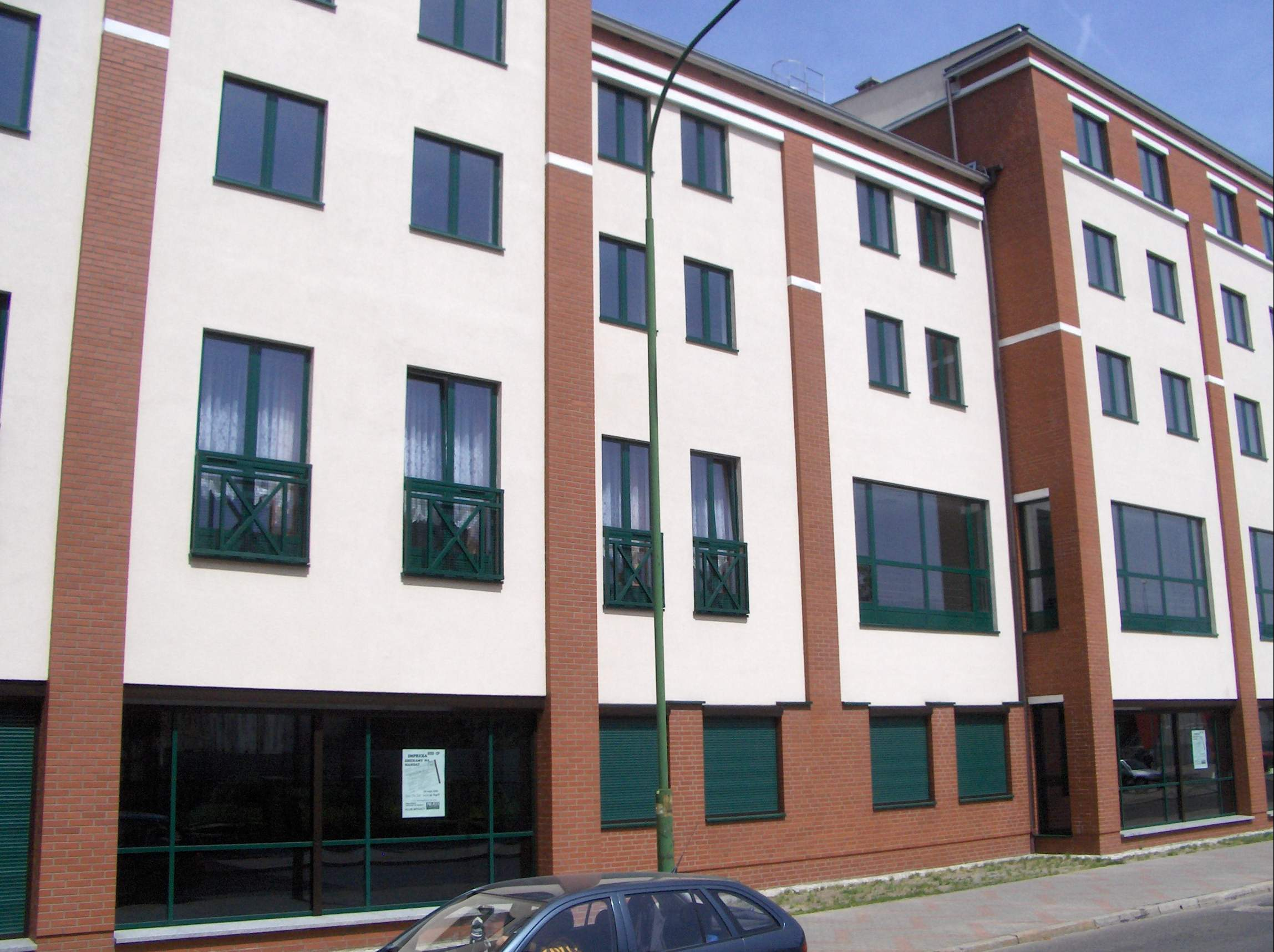
Dom Studencki „Forum” i Klub Studencki Witkacy w Słubicach

Lista szkół znajdujących się w Słubicach:

## Szkoły podstawowe
- Szkoła Podstawowa nr 1 im. Mikołaja Kopernika – ul. Wojska Polskiego 1
- Szkoła Podstawowa nr 2 im. Tadeusza Kościuszki – ul. Wojska Polskiego 38
- Szkoła Podstawowa nr 3 im. Stefana Czarnieckiego – ul. Kilińskiego 8
- Szkoła Podstawowa Specjalna nr 4 – al. Niepodległości 23
- Szkoła Podstawowa nr 5 im. Kornela Makuszyńskiego – ul. Słubicka 18 (Kunowice)

## Szkoły ponadgimnazjalne
- Zespół Szkół Ekonomiczno-Rolniczych – al. Niepodległości 23
  - Technikum Ekonomiczne
  - Technikum Agrobiznesu
  - Technikum Żywienia i Usług Gastronomicznych
- Zespół Szkół Technicznych im. Tadeusza Tańskiego – al. Niepodległości 13
  - Technikum
  - Branżowa Szkoła I Stopnia
  - Szkoła Policealna
- Zespół Szkół Zawodowych im. Tadeusza Tańskiego – al. Niepodległości 13
  - Technikum
  - Branżowa Szkoła I Stopnia
  - Szkoła Policealna
- Zespół Szkół Licealnych im. Zbigniewa Herberta – ul. Bohaterów Warszawy 3
  - Liceum Ogólnokształcące
  - Liceum Ogólnokształcące dla Dorosłych
  - Liceum Ogólnokształcące dla Dorosłych (forma zaoczna)
- Uniwersyteckie Liceum Ogólnokształcące – ul. Kościuszki 1

## Uczelnie
- Collegium Polonicum w Słubicach Uniwersytetu im. Adama Mickiewicza w Poznaniu – ul. Kościuszki 1

## Inne szkoły
- Państwowa Szkoła Muzyczna I stopnia – ul. Wojska Polskiego 142
- Ochotniczy Hufiec Pracy
- Centrum Kształcenia Praktycznego